# احمد راشد علی
احمد راشد علی (انگلیسی: Ahmed Rashed Ali؛ زادهٔ ۱۰ ژوئیهٔ ۱۹۸۸) بازیکن فوتبال اهل امارات متحده عربی است.